# Jakub Kipa
Jakub Kipa (ur. 1998 w Mielcu) – polski speedcuber, członek polskiej reprezentacji i kilkukrotny medalista mistrzostw świata w układaniu Kostki Rubika oraz wielokrotny rekordzista Europy w układaniu Kostki Rubika stopami.

## Życiorys
W roku 2013 otrzymał złoty medal w układaniu Kostki Rubika stopami, następnie w roku 2015 otrzymał 2 srebrne i brązowy medal.
Na Mistrzostwach Europy w Pradze obronił tytuł mistrza Europy w układaniu Kostki Rubika stopami ze średnim czasem ułożenia 33.66 sek.
Ukończył gimnazjum nr 2 w Mielcu. 28 czerwca 2015 rekord ustanowiony przez niego na Radomsko Cube Theory 2015 został oficjalnie wpisany do Księgi rekordów Guinnessa.

## Rekordy

### Rekordy Europy
| Konkurencja | Rodzaj     | czas ułożenia | zawody                    |
| ----------- | ---------- | ------------- | ------------------------- |
| 3x3x3 WF    | pojedynczy | 29.36         | Polish Nationals 2014     |
| 3x3x3 WF    | pojedynczy | 28.84         | Kielce Cube Attack 2014   |
| 3x3x3 WF    | pojedynczy | 25.90         | Człuchów Panzer Cube 2014 |
| 3x3x3 WF    | średni     | 38.22         | World Championship 2013   |
| 3x3x3 WF    | średni     | 36.21         | Warsaw Open 2014          |
| 3x3x3 WF    | średni     | 35.46         | Mielec Cube Day 2014      |
| 3x3x3 WF    | średni     | 32.98         | Polish Nationals 2014     |
| 3x3x3 WF    | średni     | 31.83         | Człuchów Panzer Cube 2014 |
| 3x3x3 WF    | średni     | 31.26         | Riviera Cube Week 2015    |
| 3x3x3 WF    | średni     | 28.56         | US Nationals 2015         |
| 3x3x3       | pojedynczy | 4.59          | Polish Championship 2018  |

### Rekordy Świata
| Konkurencja     | Rodzaj     | czas ułożenia | Zawody                    | Ułożenia              |
| --------------- | ---------- | ------------- | ------------------------- | --------------------- |
| 3x3x3 With feet | pojedynczy | 20.57         | Radomsko Cube Theory 2015 |                       |
| 3x3x3 With feet | średni     | 28.16         | Mielec Cube Day 2016      | 32.86 / 21.83 / 29.79 |
| 3x3x3 With feet | średni     | 29.96         | Polish Open 2015          | 27.30 / 32.47 / 30.10 |